# 吉利安特·德斯特
吉利安特·德斯特（義大利語：Giliante D'Este，1910年3月23日—1996年4月24日），意大利男子赛艇运动员。他曾代表意大利参加1928年、1932年和1936年夏季奥林匹克运动会赛艇比赛，共获得一枚金牌和一枚铜牌。